# Carbon Recycling International
Carbon Recycling International (CRI) – jest islandzką spółką z ograniczoną odpowiedzialnością działającą w sektorze chemicznym. Firma opracowała i zaprojektowała nowoczesną technologię Emissions-to-Liquids (ETL) do produkcji odnawialnego metanolu. Głównymi reagentami w procesie syntezy odnawialnego metanolu są dwutlenek węgla i wodór. Dwutlenek węgla pochodzi z przemysłowych gazów odlotowych (np. z elektrowni, hut, cementowni). Z kolei wodór jest otrzymywany przy użyciu elektrolizy wody (tylko w przypadku możliwości wykorzystania energii elektrycznej pochodzącej z odnawialnych źródeł energii) bądź alternatywnie jest wychwycony z przemysłowych gazów odlotowych zawierających znaczące ilości wodoru (np. z hut stali, koksowni). 

Produkowany metanol, rozpoznawalny pod znakiem towarowym Vulcanol®, jest głównie wykorzystywany jako paliwo transportowe. 
W 2012 r. CRI stało się pierwszą firmą na świecie produkującą i sprzedającą płynne odnawialne paliwo transportowe produkowane wyłącznie przy wykorzystaniu dwutlenku węgla, wody i elektryczności ze źródeł odnawialnych.

## Historia
- Firma CRI została założona w 2006 roku przez dwóch Islandczyków i dwóch Amerykanów: Fridrika Jonssona, Oddura Ingolfssona, Arta Shulenbergera i KC Trana. Oprócz wymienionych założycieli w rozwój firmy włączyło się wielu islandzkich inwestorów. Pomysł utworzenia firmy był w głównej mierze oparty na zrównoważonej utylizacji dwutlenku węgla pochodzącego z emisji gazów przemysłowych i wykorzystaniu go do produkcji czystego płynnego paliwa.
- W 2011 roku CRI ukończyło konstrukcję, pierwszego na skalę światową, zakładu chemicznego produkującego odnawialny metanol w technologii Emissions-to-Liquids. Zakład powstał na obszarze geotermalnym na półwyspie Reykjanes w pobliżu elektrowni geotermalnej Svartsengi i popularnego uzdrowiska spa „Błękitna Laguna”.
- Na początku 2012 zakład został oddany do użytku i rozpoczął produkcję odnawialnego metanolu.
- W lipcu 2013 kanadyjski Methanex Corporation, największy na świecie producent i dostawca metanolu, ogłosił wstępną inwestycję o wartości 5 milinów dolarów USD w Carbon Recycling International. Finalnie dodatkowe fundusze przyczyniły się do silnego wzrostu i rozwoju firmy i ulokowały CRI wśród wybitnych producentów metanolu na świecie. Dodatkowo Methanex Corporation i CRI postanowili współpracować przy dużych projektach opartych na technologii ETL, wykorzystując doświadczenie operacyjne i globalny zasięg Methanex Corporation oraz wiedzę CRI w zakresie produkcji niskowęglowego i niskoemisyjnego odnawialnego metanolu. Obie firmy postawiły sobie wyzwanie, aby rozszerzyć zastosowanie paliw mieszanych z metanolem w Europie[3].
- W 2014 roku pojemność produkcyjna zakładu chemicznego na Islandii zwiększyła się do ponad 4000 tysięcy ton na rok.
- Z początkiem lipca 2015 roku, największy chiński producent samochodowy Geely Group ogłosił plany zainwestowania 45,5 mln USD w rozwój CRI w zakresie technologii Emissions-to-Liquids[4].
- W 2016 roku, firma CRI rozpoczęła testować na islandzkich drogach pojazdy samochodowe w pełni napędzane na metanol. Pojazdy zostały zaprojektowane i dostarczone przez chińskie Geely Group.
- W 2017 roku w Szanghaju, wspólne przedsięwzięcie (joint venture) zostało ustanowione przez CRI, Geely Holding and Zixin Environmental Protection Tech. Co., którego celem jest promocja i inwestycje na chińskim rynku przemysłowym w produkcję odnawialnego metanolu w oparciu o technologię ETL.

## Product
Końcowym produktem CRI jest odnawialny metanol, który jest sprzedawany w Europie, pod zarejestrowaną marką jako Vulcanol®. 
Vulcanol® jest certyfikowany przez International Sustainability and Carbon Certification system (ISCC) jako ultra niskoemisyjne, zaawansowane paliwo do transportu, bez śladu biogenicznego. 
Odnawialny metanol ma takie same zastosowania jak metanol produkowany w konwencjonalny sposób z gazu syntezowego (mieszanina CO i H2), który z kolei otrzymywany jest z paliw kopalnych (z gazu ziemnego bądź węgla). Metanol może być wykorzystywany jako paliwo, surowiec chemiczny lub mieszany z benzyną. Paliwa wyprodukowane częściowo lub całkowicie z metanolu obejmują biodiesel, eter dimetylowy lub eter oksymetylenowy, a także syntetyczną benzynę w procesie Methanol-to-Gasoline. Zawartość metanolu w mieszankach benzynowych waha się od 3%, która jest dozwolona w standardowej europejskiej benzynie, do 56% w mieszankach do pojazdów zasilanych paliwem elastycznym.

## Produkcja
Wytwarzanie odnawialnego metanolu nie zależy od zasobów rolnych, ponieważ głównymi surowcami są wodór i dwutlenek węgla. Proces produkcji odnawialnego metanolu oparty jest na technologii ETL. Proces ten składa się z kilku istotnych kroków: 
- Oczyszczanie strumienia bogatego w dwutlenku węgla
- Produkcja wodoru
- Synteza metanolu
- Oczyszczanie metanolu.

Proces konwersji katalitycznej z wodoru i dwutlenku węgla odbywa się w jednym etapie. W przypadku produkcji metanolu z paliw kopalnych, takich jak gaz ziemny lub węgiel, proces syntezy obejmuje kilka etapów reformowania paliwa w celu uzyskania gazu syntezowego wykorzystywanego w procesie katalitycznym do produkcji metanolu.

### Zakład produkcyjny
Pierwszy komercyjny zakład CRI pod imieniem G. Olaha (nazwany na cześć George A. Olah, Laureata Nagrody Nobla z 1994 r. w dziedzinie chemii) został ukończony w 2011 roku i oddany do użytku wraz z początkiem 2012. Zakład działa nieprzerwanie od 2011 roku. 

## Kolejne projekty
W latach 2016–2020 CRI pracuje równolegle nad 2 projektami sponsorowanymi w ramach unijnego programu badawczego Horyzont 2020. 

### MefCO2
MefCO2 jest projektem, którego zadaniem jest wybudowanie w Niemczech pilotażowej instalacji do produkcji odnawialnego metanolu. Głównym celem MefCO₂ jest opracowanie i zademonstrowanie innowacyjnej technologii produkcji ekologicznych chemikaliów, które znacząco mogą przyczynić się do realizacji europejskich celów zmniejszenia emisji CO₂ i zwiększenia wykorzystania energii odnawialnej. Ogólna koncepcja leżąca u podstaw tego projektu to wykorzystanie emitowanego gazu cieplarnianego - dwutlenku węgla - oraz wodoru, który jest wytwarzany w procesie elektrolizy z nadmiarowej energii elektrycznej. 

### FReSMe
Projekt FReSMe ma na celu zademonstrowanie procesu, który umożliwia wychwycenie CO2 z przemysłu stalowego i następnie wykorzystania go do produkcji płynnego metanolu, który z kolei będzie użyty jako paliwo w sektorze transportu morskiego.
Projekt integruje technologie pochodzące z 2 poprzednich projektów finansowanych ze środków UE: 
- STEPWISE, który koncentruje się na wychwytywaniu CO2
- MefCO2, który ulepsza technologię produkcji metanolu z CO2.

### GAMER
Głównym celem tego projektu jest zaprojektowanie, zbudowanie i wykorzystanie niedrogiego elektrolizera o mocy 10 kW, dostarczającego suchy wodór pod ciśniniem co najmniej 30 bar. System ma działać przez 2000 godzin. W ramach projektu opracowane zostaną materiały i modele elektrolizera wykorzystujące standardowe komponenty branżowe dla bilansu instalacji, umożliwiające efektywne zarządzanie ciepłem w połączeniu z odnawialnymi lub odpadowymi źródłami ciepła i parą wodną.